# Liam Brady
Liam Brady född 13 februari 1956 i Dublin på Irland, fotbollsspelare (mittfältare).
Liam Brady var den stora stjärnan i Arsenal under senare hälften av 1970-talet. En teknisk och kreativ mittfältare som ledde Arsenal till tre raka FA-cupfinaler 1978–80 samt till final i Cupvinnarcupen 1980. 1980 värvades han av Juventus och blev en mycket populär spelare i den italienska ligan. Brady spelade 72 landskamper och gjorde 9 mål för Irland.